# Max Bohatsch
Max Bohatsch est un patineur artistique autrichien, il est triple champion d'Autriche (1901, 1904 et 1905), champion d'Europe en 1905 et double vice-champion du monde (1905 et 1907).

## Biographie

### Carrière sportive
Max Bohatsch est triple champion d'Autriche au temps de l'empire d'Autriche-Hongrie. Il participe à trois mondiaux (1903 à Saint-Pétersbourg où il obtient le bronze, 1905 à Stockholm où il remporte l'argent et 1907 à Vienne où il conquiert de nouveau l'argent) ; et également à deux championnats européens (1904 à Davos où il obtient une médaille d'argent et 1905 à Bonn où il devient champion continental).
Il ne participe plus aux compétitions internationales après les mondiaux de 1907.

## Palmarès
| Compétition                         | 1901 | 1902 | 1903 | 1904 | 1905 | 1906 | 1907 |
| Championnats du monde               |      |      | 3e   |      | 2e   |      | 2e   |
| Championnats d'Europe               |      | CA   | CA   | 2e   | 1er  |      |      |
| Championnats d'Autriche             | 1er  | CA   | CA   | 1er  | 1er  |      |      |
| Légende : CA = Championnats annulés |      |      |      |      |      |      |      |